# Кондратюк, Ольга Устимовна
Ольга Устимовна Кондратюк (1927—1943) — партизанка отряда имени Н. Щорса в Житомирской области, которым руководил А. И Цендривский

## Биография
Родилась в с. Малая Березина (условная часть нынешнего с. Березина (Житомирская область)). Перед началом войны окончила четыре класса средней школы в соседнем селе Гадзинка. Во время войны семья Кондратюков принимала активное участие в партизанском движении. Её отца взяли в плен, и с помощью житомирских подпольщиков он сбежал. С тех пор в доме Кондратюков скрывались двое пленных, которые бежали вместе с отцом. Село обыскивали полицаи и немцы, забирали молодёжь в нацистская Германия, пришли и за Ольгой. И хотя девушка скрывалась на чердаке дома у деда, ей пришлось выйти из укрытия, чтобы староста не поджёг дом вместе с людьми. Большую группу молодёжи и подростков немцы увели к станции. Ольгу Кондратюк спасли товарищи отца по подполью и привели в партизанский отряд имени Н. Щорса, которым командовал Адам Цендривский. Вслед за ней к партизанам пришёл отец О. Кондратюк. Ему удалось избежать ареста. В отряде Ольга Кондратюк готовила, делала перевязочные материалы, собирала целебные травы, училась стрелять. Потом стала ходить в разведку в самые опасные места.
Гитлеровцы решили уничтожить партизанское движение в Ивницком лесу. Во время масштабной операции 9-10 июня 1943 года — отряд партизан был блокирован в Ивницком лесу. Целый день шёл бой. Утром партизаны прорвали вражеское кольцо, но многие попали в плен в окружении около с. Рудня-Грабовка (современное с. Рудня). Среди них была Ольга Кондратюк. После долгих пыток их расстреляли. Подростков и детей по очереди расстреливали из автомата в затылок, перед собственноручно ими же выкопанной отдельной братской могилой на окраине села Рудня-Грабовка.
О смерти Ольги Кондратюк сообщили ее родственникам в с. Березина. По словам деда О. Кондратюк, который поехал к месту казни внучки — дети в яме были сильно изуродованы, со следами побоев, выломанными руками, выколотыми глазами. Так как расстреливали в затылок, детей узнать было невозможно. Дед Ольги Кондратюк узнал её только по длинным рыжим волосам.

## Память
Сначала Кондратюк была будто бы похоронена в братской могиле на месте расстрела. По другой версии, дед забрал Ольгу Кондратюк с братской могилы вскоре после расстрела и похоронил на кладбище родного с. Березины. В 1971 году на её могиле установлен обелиск из чёрного полированного с лицевой стороны габбро. Памятник увенчан звездой и имеет высоту 1,5 м. На лицевой стороне имеет встроенную фотографию из фарфора, ниже посвятительная надпись.
В начале 90-х годов в селе Березина планировали открыть школьный музей, посвящённый юной партизанке. Но идея так и не была реализована.